# Aponogetonaceae
Aponogetonaceae é uma família de monocotiledóneas da ordem Alismatales que inclui 43 espécies distribuídas em um único gênero Aponogeton.
São plantas herbáceas aquáticas, perenes, rizomatozas encontrada em regiões tropicais e subtropicais.
São muito utilizadas em aquários e jardins aquáticos ornamentais.

## Gêneros
A família Aponogetonaceae possui 2 gêneros reconhecidos atualmente.
- Aponogeton
- Ouvirandra